# لورينزو جالاسي
لورينزو جالاسي (بالإيطالية: Lorenzo Galassi)‏ (31 مايو 1991 ببوستو أرسيتسيو في إيطاليا - ) هو لاعب كرة قدم إيطالي في مركز الوسط. شارك مع منتخب إيطاليا تحت 16 سنة لكرة القدم ومنتخب إيطاليا تحت 17 سنة لكرة القدم ومنتخب إيطاليا تحت 18 سنة لكرة القدم. أما مع النوادي، فقد لعب مع نادي مانتوفا ونادي نوفارا ونادي فياريجو واتحاد بافيا لكرة القدم ونادي أولهانينسي.

## روابط خارجية
- لورينزو جالاسي على موقع قاعدة بيانات كرة القدم.إي يو (الإنجليزية)
- لورينزو جالاسي على موقع Soccerway.com (الإنجليزية)